# CONCACAF Cup Winners' Cup
CONCACAF Cup Winners Cup var en international fodbold klub turnering der blev afholdt fra 1991 til 1998.
Turneringen var mellem vinderne af de nationale pokalturneringen, hvilket udgjorde et problem, da nogle af de deltagende lande ikke havde en sådanne turnering. De sidste tre turneringer blev forladt og aldrig afsluttet. I 2001 blev Cup Winners Cup CONCACAF Giants Cup.

## Vindere
| Year | Champion             | Runner-up            |
| ---- | -------------------- | -------------------- |
| 1991 | Atlético Marte (SLV) | Comunicaciones (GUA) |
| 1992 | Ikke afholdt         | Ikke afholdt         |
| 1993 | Monterrey (MEX)      | Real España (HON)    |
| 1994 | Necaxa (MEX)         | Aurora (GUA)         |
| 1995 | Tecos (MEX)          | Firpo (SLV)          |
| 1996 | Aflyst               | Aflyst               |
| 1997 | Aflyst               | Aflyst               |
| 1998 | Aflyst               | Aflyst               |

## Eksterne Links
- RSSSF: CONCACAF Cup Winners Cup